# 瓦尔德巴赫
瓦尔德巴赫是德国巴伐利亚州的一个市镇。总面积26.97平方公里，总人口2093人，其中男性1055人，女性1038人（2011年12月31日），人口密度78人/平方公里。